# Staraja Stanica (Kraj Krasnodarski)
Staraja Stanica (ros. Старая Станица) – stanica w Rosji, w Kraju Krasnodarskim, na prawym brzegu rzeki Kubań, przy mieście Armawir.
Według danych z 2002 miejscowość zamieszkują głównie Rosjanie (75,9%) i Ormianie (19,8%).